# 不老的诅咒
《不老的诅咒》（丹麥語：Vølvens forbandelse）是一部2008/2009年的丹麦家庭电影。该片由莫恩斯·哈格多恩执导，他还曾执导过一些警察系列片《安娜·皮爾》。剧本由艾娜·布魯恩编写，她还与人合作编写了《瓦爾哈拉的聖誕節》和《卡拉》系列。
该片由Cosmo Film制作。《不老的诅咒》收到了褒貶不一的評價，但被提名羅伯特年度兒童和家庭電影獎。

## 剧情
瓦尔德马尔和西尔是兄妹。当他们的父母外出度周末时，瓦尔德马尔本应照看妹妹，但他却开着他父亲的新奥迪车和朋友们去兜风。他开车冲出公路，撞上了一棵树。他和他的朋友们都没有什么事，但车头被撞坏了。他把车开到一个修车厂，希望他们能在星期一下午之前修好。
第二天，瓦尔德马尔去大学的物理研究所参观，那里的研究员貝內迪克特做了一个关于虫洞和时间旅行的讲座。当他无聊地站在饮料机前时，他发现貝內迪克特的手指头被门夹断，但却像什么事都没发生一样，于是跟着貝內迪克特进入实验室。貝內迪克特的手又好了，他向瓦尔德马尔展示了一台时间机器。贝内迪克特把他带到了963年，在那里他遇到了约坦，他长得很像贝内迪克特。一个渥爾娃女巫用十架苦像对他施了一个咒语，这样他就不会死去，而是永远活着。她将耶稣像从十字架上分离出来。只有当这两样东西重合在一起时，咒语才能被解除。回到现在，貝內迪克特承认自己就是约坦，希望解除诅咒。他手上已经有了耶稣像。他给瓦尔德马尔钱让他帮忙拿到十字架，但瓦尔德马尔拒绝了。
修车厂听说瓦尔德马尔想背着他父亲修车，便开价10万克朗。无奈之下，他接受了贝内迪克特的提议。但他的妹妹跟踪了他，他们俩一起回到了过去。当天晚上，约坦说服丹麦国王藍牙哈拉爾皈依基督教，這為丹麥帶來了美好的未來，但却激怒了異教女巫，她逃之夭夭，并诅咒国王。然而，十字架仍然不见踪影。
贝内迪克特现在把两人送到了1157年，在那里他们遇到了瓦爾德馬一世，他正与他的对手斯文三世和克努特·拉瓦德举行“和平节”。这个活动后来以“罗斯基勒血節”载入史册，但被女巫破坏了。瓦尔德马一世在瓦尔德马尔和西尔的帮助下成功逃脱，并躲藏起来。然而，他拒绝交出十字架作为奖励。当女巫追杀三人时，他们被当时身为圣殿骑士的约坦所救。回到现在，贝内迪克特决定放弃，因为他不想再危及孩子们的生命。
但西尔开始独自调查，发现十字架在1286年的国王埃里克五世身上。西尔独自穿越时空回到了过去。瓦尔德马尔发现这一点后，他找到了贝内迪克特，贝内迪克特也将他传送到了同一时间。那天晚上，埃里克五世将被杀，女巫也是这个阴谋的幕后推手。孩子们最终将她制服，但她也得知在未来如何能够追踪到贝内迪克特。她对贝内迪克特施的咒语也对她自己有效，但她对自己的永生并不感到厌倦。
回到现在，女巫已经是一名建筑师，修复了一座著名的城堡，十字架就放在城堡的窗户上。最终，贝内迪克特解除了诅咒，对他的余生充满期待。

## 演员

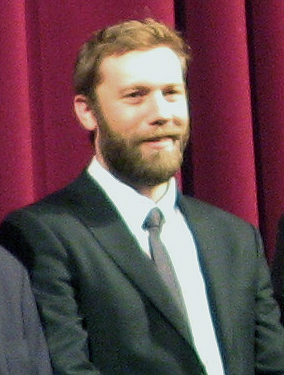
喬納斯·溫施奈德飾演在中世紀被女巫詛咒的贝内迪克特

- 喬納斯·溫施奈德（丹麦语：Jonas Wandschneider） 饰 瓦尔德马尔
- 克蕾拉·巴哈蒙德斯（丹麦语：Clara Bahamondes） 饰 西尔
- 雅各·賽德倫（丹麦语：Jacob Cedergren） 饰 贝内迪克特/约坦
- 史蒂尼·斯特嘉德（丹麦语：Stine Stengade） 饰 渥爾娃女巫
- 普克·沙鲍（丹麦语：Puk Scharbau） 饰 路易丝（瓦尔德马尔的物理老師）
- 拉尔斯·约特索伊（丹麦语：Lars Hjortshøj） 饰 技工
- 金·波德尼亞 饰 藍牙哈拉爾
- 希隆·梅爾維爾（丹麦语：Cyron Melville） 饰 瓦爾德馬一世
- 索倫·馬林（丹麦语：Søren Malling） 饰 波波（丹麦语：Poppo）
- 克洛斯·里絲·奧斯特加德（丹麦语：Claus Riis Østergaard） 饰 埃里克五世
- 安德烈亞·沃恩·延森（丹麦语：Andrea Vagn Jensen） 饰 母親
- 法蘭克·提爾（丹麦语：Frank Thiel） 饰 父亲